# Acokanthera laevigata
Acokanthera laevigata är en oleanderväxtart som beskrevs av F.K. Kupicha. Acokanthera laevigata ingår i släktet Acokanthera och familjen oleanderväxter. Inga underarter finns listade i Catalogue of Life.